# 黃宏成台灣阿成世界偉人財神總統
黃宏成台灣阿成世界偉人財神總統（1968年3月20日—），原名黃宏成（下簡稱黄氏），臺灣桃園市人，作家、行為藝術工作者。
黃氏出生名黃宏成，歷經多次改名後現名為15字，曾經是臺灣姓名最長的人，直到2020年6月被超越。投身政治前做過直銷、法律業務，二度參加律師考試皆落榜。2000年代後期以三輪車騎遍全臺灣，蒐集並親吻臺灣地區各鄉鎮市區泥土拼成「寶島台灣圖」而名噪一時。
2010年代起轉而投身政治，參加嘉義縣縣長、嘉義市選舉區立法委員及嘉義市市長選舉皆未當選，但其競選風格特殊引發輿論熱議。曾在2019年2月9日宣布投入2020年中華民國總統選舉，同年10月27日，宣布改參選嘉義市選區2020年中華民國立法委員選舉。

## 早年生涯
黄氏于1968年3月20日生於今桃園市，畢業於桃園縣中壢市內壢國民小學、桃園縣私立復旦高級中學、東吳大學法律學系，曾在美国弗吉尼亚大学拿破崙希爾基金會進修。企業管理碩士、企業管理專業人。他也擔任過中國青年創業協會總會第十七屆公關副主委、台北市復旦校友會監事。曾居桃園市中壢區。他以寫書、演講、上電台廣播等管道宣揚「積極成功學」為業。
黃氏自2006年起，騎著三輪車造訪臺灣地區各鄉鎮市區，除了販賣自己著作之外，也親吻該地區泥土並蒐集起來，2008年初作成高1公尺的「寶島台灣圖」。其出發點為雲林縣私立義峰高級中學。他拜訪桃園市龜山區時發生車禍，旅途受阻，而他僅要求肇事大學生一起親吻當地泥土而和解。
2009年4月18日，在嘉義市開記者會，說計畫以37年收集全世界195國泥土製作世界地圖作為2045年10月24日聯合國100周年賀禮，目前已訪美國、日本、瑞典、新加坡、中華人民共和國等地。2010年，他開始籌備三輛車環遊中國大陸31省100大城市之旅，希望藉此促進台灣海峽兩岸關係。
2010年5月至戶政事務所申請更名「黃宏成台灣阿成」，為其第一次改名。同年8月，在嘉義市成立台灣阿成工作室分部，販售「台灣阿成狀元糕」，營利所得作為其親吻全世界土地之用。
2013年10月再改名「黃宏成台灣阿成世界偉人」，為其第二次改名。
2015年5月23日第三度改名，後綴「財神總統」成為「黃宏成台灣阿成世界偉人財神總統」，新全名總共有15字，並打破中華民國最長姓名之紀錄。
對於自己的三次更名，他認為可以彰顯台灣的民主法治、重視言論自由之精神，並指出「中國就不可能有這種名字出現」。受限於《姓名條例》規定，他不能再改名；但如果法令允許，他希望改名成「黃宏成台灣阿成世界偉人財神總統一定已經當選」。
2020年6月，他的最長姓名記錄被「晉瑋臺灣台東之子大麻煩要投油土伯歐薩斯」超越，該人因此名被他投案控告。2021年，此紀錄又在鮭魚之亂中多次被打破。

## 投入政治
黄氏沒有背景勢力、政黨支持，歷次選舉的競選經費多來自其著作出版。他不設立競選總部，也不插旗幟。其競選風格在臺灣獨樹一幟，頗令選民熱議。曾經參選2000年第4屆國民大會代表，但該次選舉因修憲而取消。

### 2014年嘉義縣縣長選舉
2014年登記參選嘉義縣縣長，並向嘉義縣選舉委員會要求將他自製的「偉大中華台灣神聖民主共和國國旗」刊登在選舉公報上，但被拒絕。黃在政見發表會上只穿內褲並披上「偉大中華台灣神聖民主共和國國旗」，戴著牛角帽子，並掛兩條內褲。2014年9月19日，帶著臺灣嘉義地方法院行政訴訟裁定書，到高雄高等行政法院控告中央選舉委員會與嘉義縣選舉委員會違憲及剝奪言論自由。2014年11月29日，選舉結果揭曉，黃氏以8,639票、2.82%得票率低票落選。黃不甘落選，向嘉義地方法院提起選舉無效之訴，表示不讓他刊登自製國旗屬於違憲，遭法院駁回。
| 1        | 黃宏成台灣阿成世界偉人 | 無黨籍         | 8,639票   | 2.82%                          |                                |
| 2        | 張花冠                 | 民主進步黨     | 193,399票 | 63.09%                         | 當選                           |
| 3        | 翁重鈞                 | 中國國民黨     | 104,488票 | 34.09%                         |                                |
| 選舉日期 | 選舉日期               | 2014年11月29日 | 選舉人數  | 430,505人                      | 430,505人                      |
| 投票率   | 投票率                 | 74.19%         | 投票人數  | 有效：306,526人 無效：12,867人 | 有效：306,526人 無效：12,867人 |

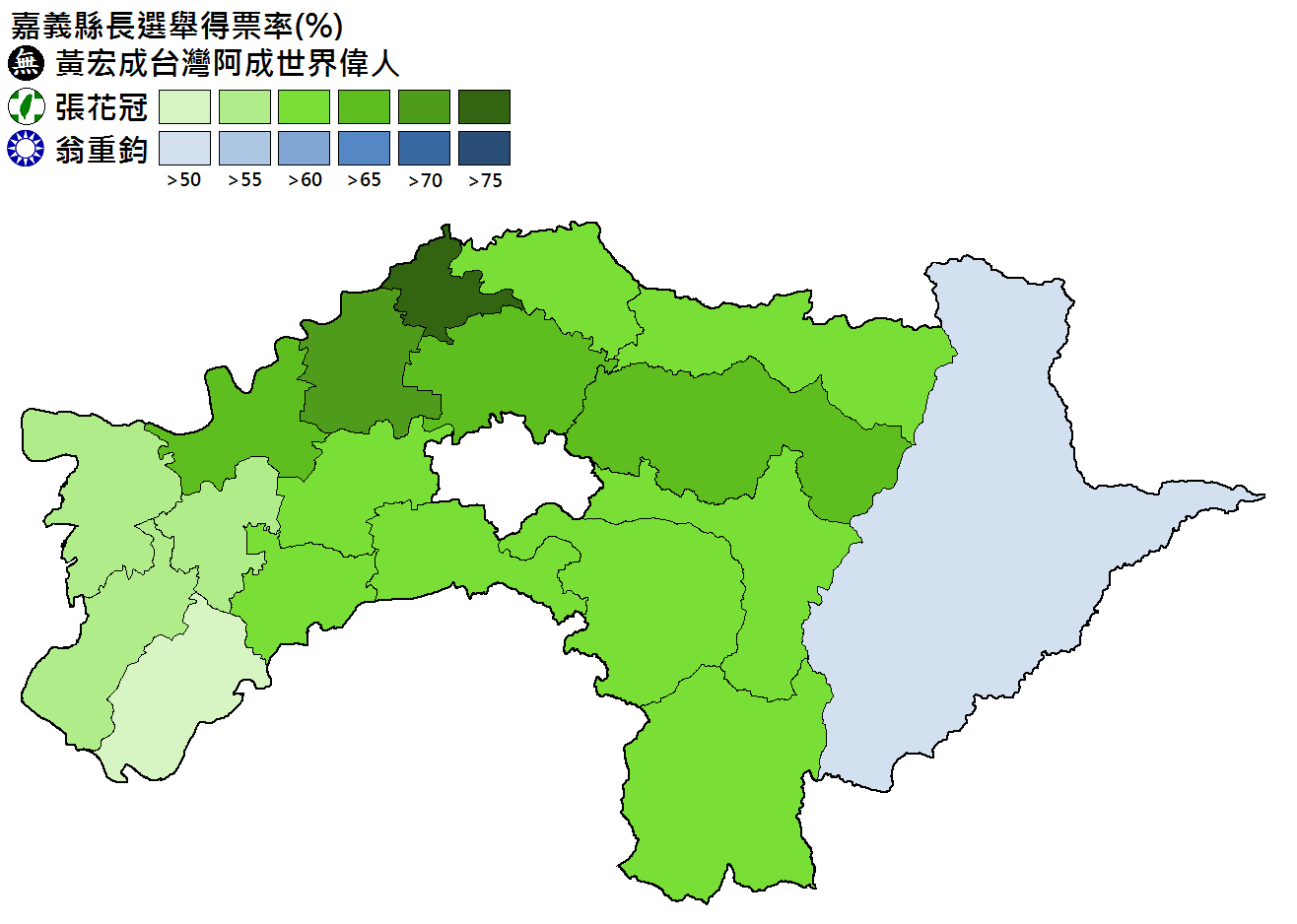
嘉義縣長選舉得票分布。

後來黃向司法院大法官聲請釋憲，不久後於2016年4月修正公布之《公職人員選舉罷免法》第四十七條第四項規定「政見內容，得以文字、圖案為之，並應使所有候選人公平使用選舉公報版面；其辦法，由中央選舉委員會定之。」自此之後，候選人得於選舉公報政見內容放置圖片。2016年5月，司法院大法官認其疑義不復存在，而於第1442次會議議決應不受理。

### 2016年嘉義市選舉區立法委員選舉
2015年5月23日，黃第三次改名，新姓名黃宏成台灣阿成世界偉人財神總統成為中華民國內政部公布之最長名字，同時公開宣布擬參選中華民國總統。同年11月，黃卻登記參選嘉義市選舉區立法委員，該次競選經費有部分來自同選區候選人翁壽良花費新台幣30萬元購買其著作以示支持。在政見發表會上，黃裝扮為財神，並清唱拜年歌謠、食用雞肉飯。最後以2,000餘票落選。
| 1        | 吳育仁                         | 中國國民黨    | 48,893票 | 35.66%                        |                               |
| 2        | 翁壽良                         | 無黨籍        | 12,202票 | 8.90%                         |                               |
| 3        | 李俊俋                         | 民主進步黨    | 73,965票 | 53.95%                        | 當選                          |
| 4        | 黃宏成台灣阿成世界偉人財神總統 | 無黨籍        | 2,037票  | 1.49%                         |                               |
| 選舉日期 | 選舉日期                       | 2016年1月16日 | 選舉人數 | 208,988人                     | 208,988人                     |
| 投票率   | 投票率                         | 66.77%        | 投票人數 | 有效：137,097人 無效：2,447人 | 有效：137,097人 無效：2,447人 |

投票日（2016年1月16日）當天，黃找不到其中華民國國民身分證而無法投票，最後在嘉義縣朴子市自家倉庫找回身分證，險些來不及投票。

### 2018年嘉義市市長選舉
2018年，黃氏參選嘉義市市長，在政見發表會上以鈔票、玫瑰花束為道具，並準備煎粿、蜂蜜檸檬等飲食，並在發表時進食並唱歌，風格特殊，引發選民熱議。發表會中，黃引用美國前總統亞伯拉罕·林肯《蓋茲堡演說》論述民有、民治、民享概念，但因使用其原文英文而違反《公職人員選舉公辦政見發表會實施辦法》規定「候選人發表政見時應使用本國語言」，被嘉義市選舉委員會消音近2分鐘；他因而向嘉義地方法院提起選舉無效之訴，於2018年12月18日扛著明治天皇銅像赴嘉義地方法院出席程序準備庭 。
他在選舉公報上刊登「發財民國10000元鈔票」，部分市民無法理解。最終以1,822票落選。
| 1        | 蕭淑麗                          | 無黨籍         | 25,572票 | 17.98%                        |                               |
| 2        | 黃敏惠                          | 中國國民黨     | 58,558票 | 41.18%                        | 當選                          |
| 3        | 黃宏成台灣阿成 世界偉人財神總統 | 無黨籍         | 1,822票  | 1.28%                         |                               |
| 4        | 涂醒哲                          | 民主進步黨     | 56,256票 | 39.56%                        |                               |
| 選舉日期 | 選舉日期                        | 2018年11月24日 | 選舉人數 | 212,843人                     | 212,843人                     |
| 投票率   | 投票率                          | 67.91%         | 投票人數 | 有效：142,208人 無效：2,326人 | 有效：142,208人 無效：2,326人 |

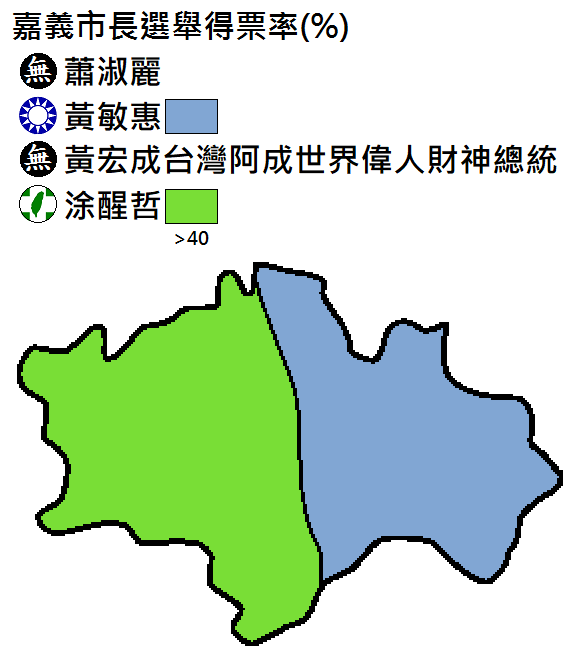
嘉義市長選舉得票分布。

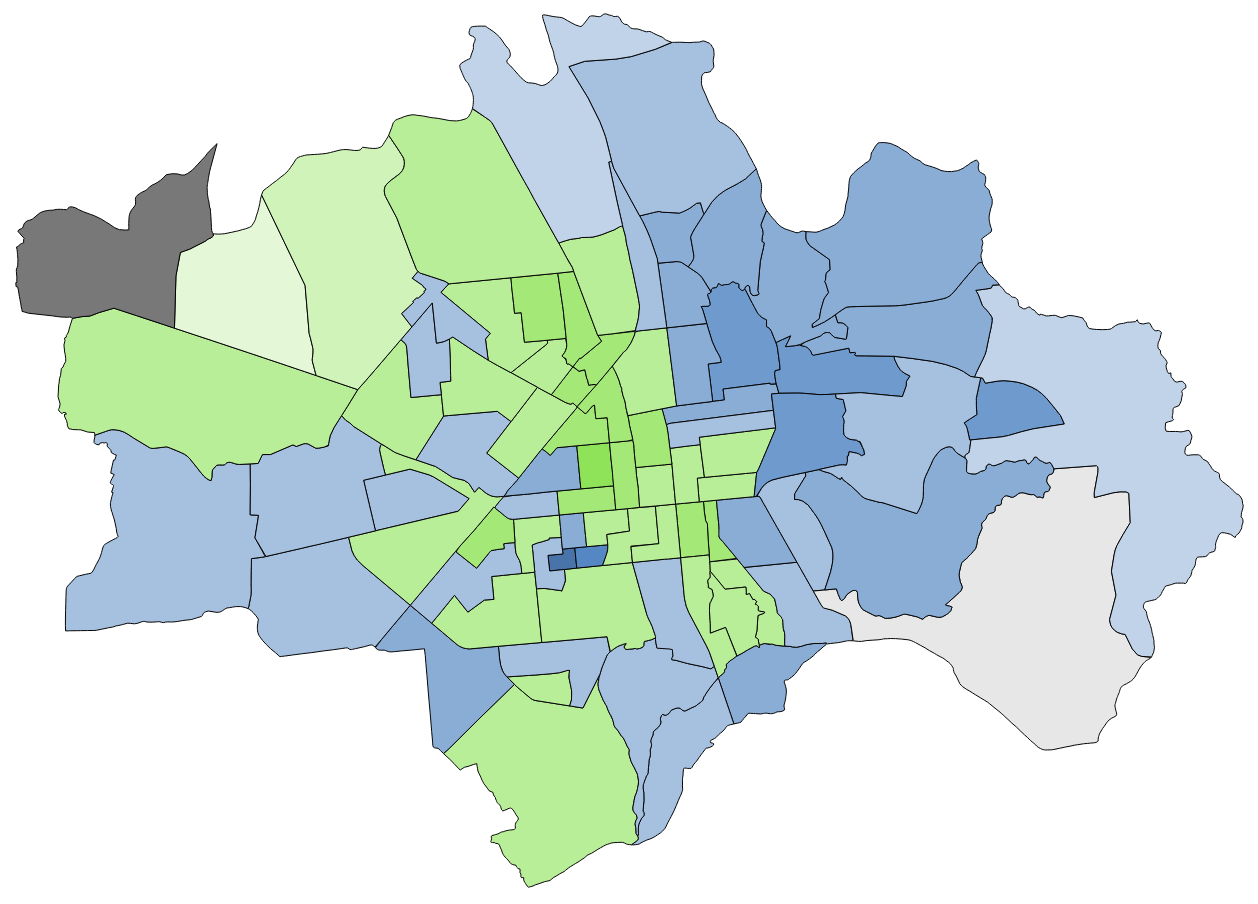
2018 嘉義市市長選舉各里得票

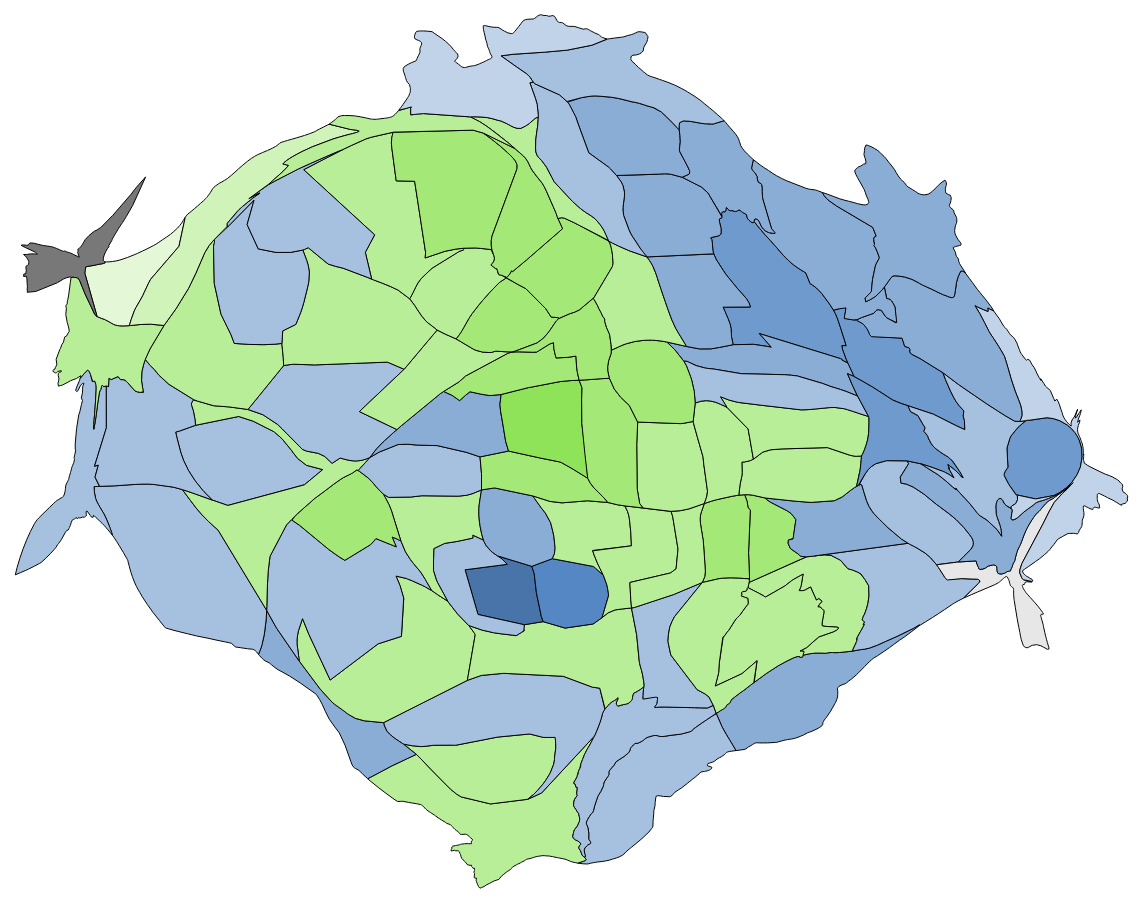
2018 嘉義市市長選舉各里得票人口變形圖

選後，他因不滿選舉公報僅能黑白色印製、及政見發表會時嘉義市選舉委員會將其英文演講消音近2分鐘，認為已違反憲法保障的言論自由，向臺灣嘉義地方法院提起選舉無效之訴。2019年4月13日，臺灣嘉義地方法院宣判，駁回選舉無效之訴。

### 2020年嘉義市選舉區立法委員選舉
2019年10月27日，黃再次宣布參選嘉義市選舉區立法委員；11月18日登記參選。
在2020年1月4日的第一次政見發表會上，黃裝扮為財神，以撒假鈔、唱歌、食用麻花捲等方式發表政見，同時不滿選舉公報僅能黑白印刷，並以中華民國總統府侍衛室菸品走私案揶揄總統蔡英文，風格迥異，引起不少討論。1月7日的第二次政見發表會中，黃則整場均以批評蔡英文及其政策為主軸進行發表。

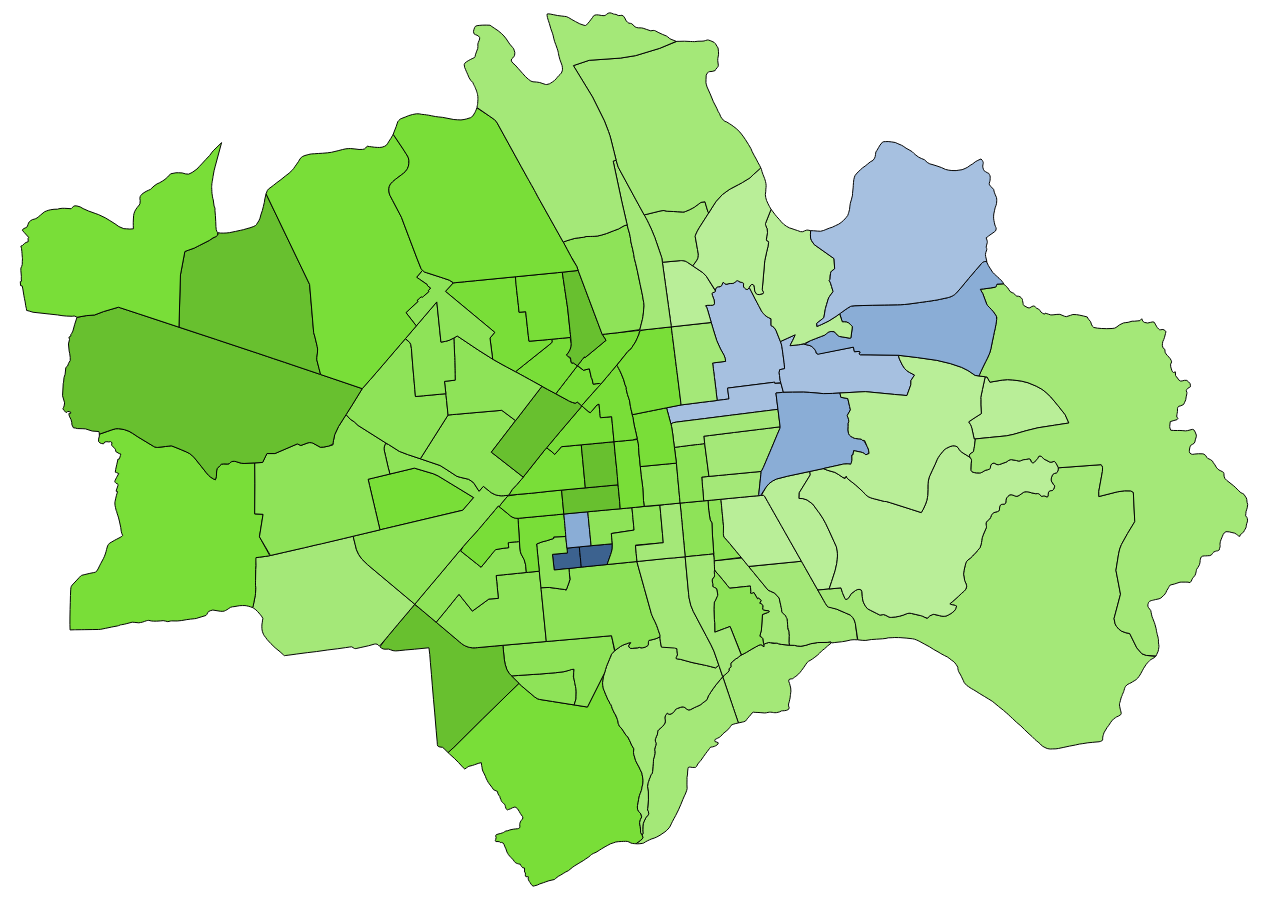
2020 嘉義市立委第一選區選舉各里得票

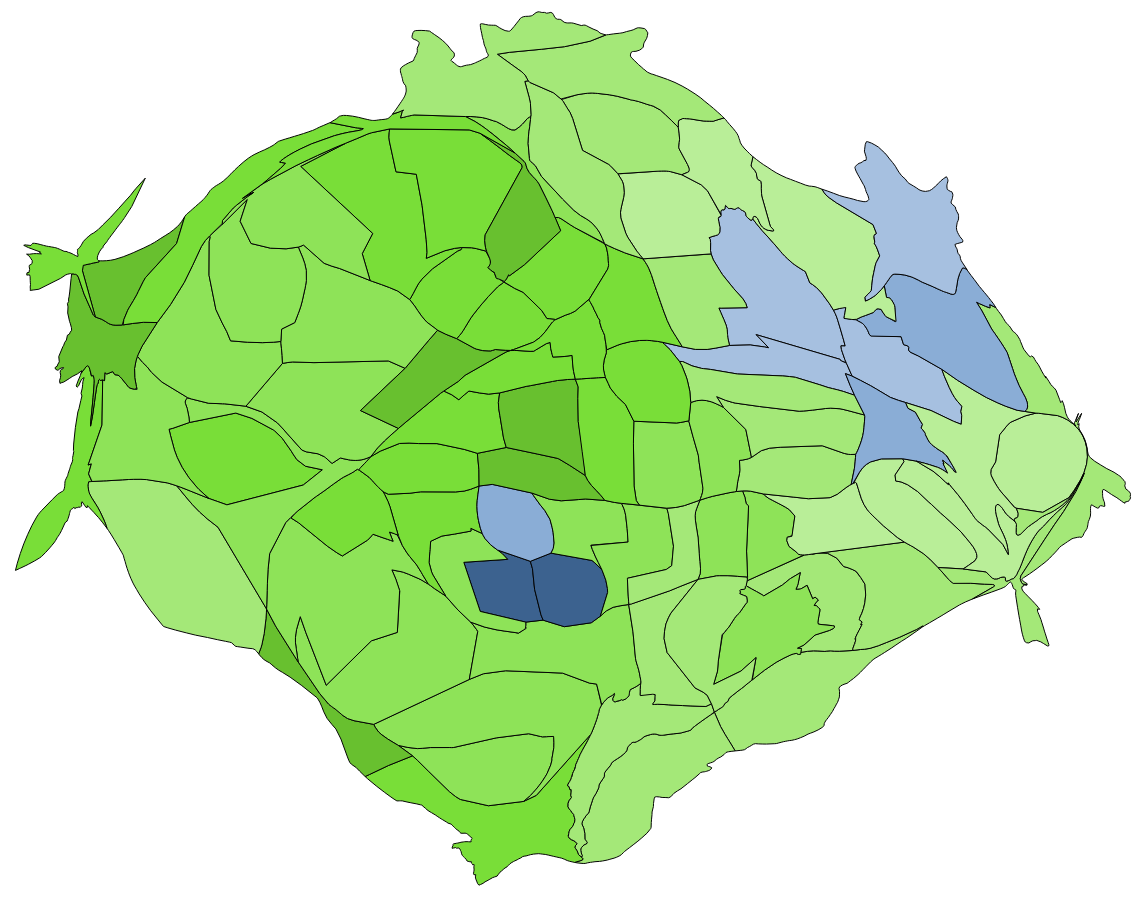
2020 嘉義市立委第一選區選舉各里得票人口變形圖

| 1        | 陳泰山                         | 無黨籍        | 215票    | 0.1344%                       |                               |
| 2        | 凌子楚                         | 無黨籍        | 7,270票  | 4.5432%                       |                               |
| 3        | 戴寧                           | 無黨籍        | 14,000票 | 8.7490%                       |                               |
| 4        | 黃宏成台灣阿成世界偉人財神總統 | 無黨籍        | 1,208票  | 0.7549%                       |                               |
| 5        | 傅大偉                         | 中國國民黨    | 53,154票 | 33.2173%                      |                               |
| 6        | 王美惠                         | 民主進步黨    | 80,333票 | 50.2022%                      | 當選                          |
| 7        | 蔡永泉                         | 無黨籍        | 3,501票  | 2.1879%                       |                               |
| 8        | 郭瑞豐                         | 國會政黨聯盟  | 338票    | 0.2112%                       |                               |
| 選舉日期 | 選舉日期                       | 2020年1月11日 | 選舉人數 | 213,240人                     | 213,240人                     |
| 投票率   | 投票率                         | 76.09%        | 投票人數 | 有效：160,019人 無效：2,238人 | 有效：160,019人 無效：2,238人 |

### 2022年嘉義市市長選舉
2020年9月15日，黄氏在花蓮縣政府門口的財神爺面前宣布，即將參選2022年花蓮縣長。他表示，他從嘉義騎機車越過中央山脈抵達花蓮，嘉義與花蓮同為北回歸線經過的城市，希望能夠直接打通中央山脈，興建一條“臺灣海陸大隧道”，並簡稱為“財神道”，從台灣的花蓮到嘉義一直連到中國廈門。他今日還招待大眾公正包子店包子吃到飽，強調財神總統一定會讓花蓮發財，並且說自己“比藍的更藍，比綠的更綠”。
2022年8月26日黃宣布改參選嘉義市市長，8月30日登記參選。

2022嘉義市市長選舉得票分布

| 2022年嘉義市市長選舉結果 | 2022年嘉義市市長選舉結果       | 2022年嘉義市市長選舉結果 | 2022年嘉義市市長選舉結果 | 2022年嘉義市市長選舉結果 | 2022年嘉義市市長選舉結果 | 2022年嘉義市市長選舉結果 |
| 號次                     | 候選人                         | 政黨                     | 得票數                   | 得票率                   | 當選標記                 |                          |
| ------------------------ | ------------------------------ | ------------------------ | ------------------------ | ------------------------ | ------------------------ | ------------------------ |
| 1                        | 黃敏惠                         | 中國國民黨               | 59,874                   | 63.82%                   |                          |                          |
| 2                        | 李俊俋                         | 民主進步黨               | 32,790                   | 34.95%                   |                          |                          |
| 3                        | 陳泰山                         | 無黨籍                   | 246                      | 0.26%                    |                          |                          |
| 4                        | 黃宏成台灣阿成世界偉人財神總統 | 無黨籍                   | 535                      | 0.57%                    |                          |                          |
| 5                        | 鄭凱升                         | 無黨籍                   | 368                      | 0.39%                    |                          |                          |
| 選舉人數                 | 選舉人數                       | 選舉人數                 | 214,130                  | 214,130                  | 214,130                  |                          |
| 投票數                   | 投票數                         | 投票數                   | 94,188                   | 94,188                   | 94,188                   |                          |
| 有效票                   | 有效票                         | 有效票                   | 93,183                   | 93,183                   | 93,183                   |                          |
| 無效票                   | 無效票                         | 無效票                   | 375                      | 375                      | 375                      |                          |
| 投票率                   | 投票率                         | 投票率                   | 43.99%                   | 43.99%                   | 43.99%                   |                          |

### 2024年嘉義市選舉區立法委員選舉
截至登記截止日前，黃氏未登記參選也未表態要參選，使其首度缺席大選。

## 著作
黄氏2018年初接受《聯合報》訪問時，表示他「堅信思想是世界上最偉大的力量」，以著作傳遞其理念，並掙取生活費及選舉經費。
- 《拿破崙希爾PMA積極成功學：影響世界政商與企業最重要的百年資產》，黃宏成編著，拿破崙希爾企管顧問2004年初版，ISBN 9868059607
- 《台灣阿成：三輪車凸歸台灣》，黃宏成口述、黃雅玲採訪撰稿，讀冊文化2009年5月初版，ISBN 9789572999486
- 《我是金錢吸鐵》，黃宏成台灣阿成世界偉人財神總統編著，黃宏成台灣阿成世界偉人財神總統2017年8月初版，ISBN 9789574347315
- 《我是財神總統》，黃宏成台灣阿成世界偉人財神總統編著，黃宏成台灣阿成世界偉人財神總統2018年1月初版，ISBN 9789574351435
- 《財神總統愛李白妹》，黃宏成台灣阿成世界偉人財神總統編著，黃宏成台灣阿成世界偉人財神總統2018年8月初版，ISBN 9789574358274

## 軼聞
黃宏成（當時還未改名）在就讀東吳大學期間，曾去聽知名作家李敖的一場演講，聽完後感動不已。據黃陳述，他以「死纏爛打」方式接觸、認識李敖，並逐漸萌生邀李敖至東吳大學任教的念頭；後來他極力促成李敖與時任校長章孝慈結識，並諫請章孝慈邀李敖至東吳大學任教，促成了章李二人之間的友誼。不久，章孝慈罹患重症，李敖為了協助籌措章孝慈醫療費用，拍賣自身收藏的藝術品，共籌得新台幣750萬元；李敖後將籌款委託他送去，化解李敖和蔣中正家族之間的心結。
2020年6月，黃氏前往嘉義市長榮派出所報案，控告當時台灣名字最長的「晋瑋臺灣台東之子大麻煩要投油土伯歐薩斯」違反風序良俗。他認為要投的名字裡有許多諧音，包括「台灣大麻販」、「藥頭」、「喔爽死」等含意，可能觸犯了刑法第153條的「煽惑他人罪」，不過該案最終未有立案。

## 外部連結
- 黃宏成台灣阿成世界偉人財神總統的Facebook專頁
- 黃宏成台灣阿成世界偉人財神總統的Facebook專頁
- 黃宏成個人部落格 （页面存档备份，存于）
- YouTube上的黃宏成台灣阿成世界偉人財神總統頻道